# 阿夫頓 (愛荷華州)
阿夫頓是美国艾奥瓦州尤寧縣下轄的一个城市。2010年人口统计为845人。